# Garnet Joseph Wolseley
Pour les articles homonymes, voir Wolseley.
Garnet Joseph Wolseley, né le 4 juin 1833 et mort le 25 mars 1913, 1er vicomte Wolseley, est un maréchal britannique.

## Biographie
Garnet Joseph Wolseley sert en Birmanie, durant la Guerre de Crimée (1854-1856), la révolte des cipayes (1857-1858), en Chine durant l'expédition franco-anglaise de 1860 qui s'acheva par le sac du Palais d’Été, au Canada et en Afrique (dont la brillante campagne ashantie de 1873-1874), en Égypte (au cours de la guerre anglo-égyptienne de 1882) et au Soudan). Il a dirigé l'armée de secours britannique venue parer au Siège de Khartoum, mais il arrive trop tard, en janvier 1885, pour éviter le massacre des assiégés affamés. 

## Hommages et distinctions
- Chevalier de l'Ordre de Saint-Michel et Saint-Georges (KCMG)
- Compagnon de l'Ordre du Bain
- Un portrait en pied a été exécuté par le peintre français Albert Besnard durant le séjour à Londres de ce dernier (1880-1883)[1].

## Famille
Sa fille, Frances Wolseley, horticultrice et essayiste, est connue comme fondatrice d'un collège d'horticulture pour les femmes, The Glyne College for Lady Gardeners, en 1902. L'un de ses frères, George Wolseley (en) est lui aussi officier, l'autre frère, Frederick Wolseley (en), inventeur, émigre en Australie.